# 浅野セメント

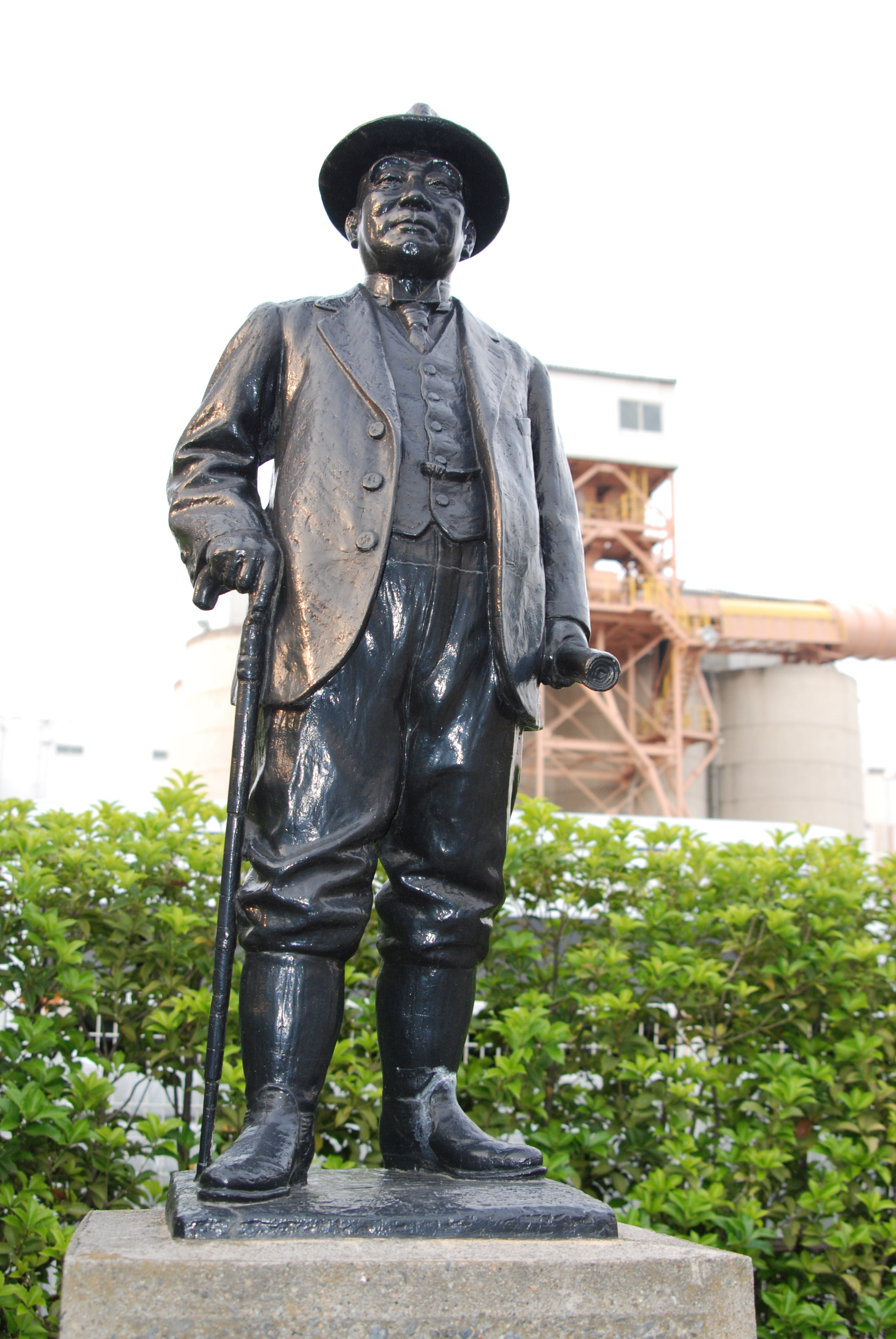
浅野セメント深川工場の跡地にある浅野総一郎の銅像

浅野セメント（あさのセメント）は、かつて存在した日本のセメント会社。
官営模範工場の払下げにより、浅野総一郎が創業した会社である。
品質でも生産量でも他社を凌駕し、1919年（大正8年）には日本のセメント生産高の半分を占めた。
歴史でも規模でも投資額でも浅野財閥の中心であり、北は北海道から南は台湾まで日本全国に多数の工場を持ち、未採掘の主な石灰石山のほとんど全てを所有していた。浅野財閥の基礎になった会社だった。第二次大戦後に財閥解体により、日本セメントに改称した。

## 官営深川セメント工場の払下

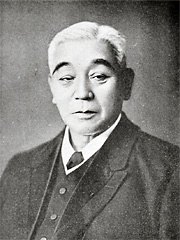
浅野総一郎

浅野総一郎は東京の官営深川セメント製造所にコークスを納入していたが、その工場が民間に払下げられると聞いて、自らが払下げを受けようと決心した。資金が足りないので、朝日又吉を誘ったが逃げられてしまい、渋沢栄一に援助を求めた。当時、セメントの用途はレンガ積・石積の接合材（モルタル）の材料だけだった。それで渋沢は、セメントは見込みがない業種だから紡績をやったほうがいいと述べて反対した。しかし、第一に、火事で全財産を失った経験から、第二に、東京では火事が頻発し名物になっていたことから、浅野は不燃建築の重要性を痛感していたので、セメント業の将来性を信じて、熱心に懇願した。それで渋沢が役所に掛け合ってくれた。三井は倉庫にするために、三菱は別荘にするために払下げを希望したが、セメント工場を維持しようとした浅野に決まった。渋沢と役所はセメント工場がうまくいくか心配して、まず浅野に貸下て、うまく行ったら払下げることにした。1883年（明治16年）に貸与料を純益の五割にして浅野に貸下げられ、1884年（明治17年）に61,741円で払下げられた。浅野は朝６時から職工と一緒に働いた。また積立金制度（社内預金）を設けて郵便貯金の６朱より多い７朱の利子をつけて労働意欲を向上させた。これは浅野総一郎が発明した制度で、官庁や他社が調査に来た。

## 浅野工場（匿名組合）

### 生産量と品質で日本一
払下げによって、浅野総一郎の三万円と渋沢栄一が大川平三郎名義で第一銀行から借りた一万五千円を合わせた、四万五千円を資本金とする浅野工場が設立された。浅野が営業部門を担当し、大川が技術部門を担当した。既にこの時点で浅野工場の生産高は国内で第一位で、第二位の会社（後の小野田セメント）をはるかに凌いでいた。最初は官営工場時代と同じように消石灰を購入してセメントを製造していたが、消石灰の品質に問題があったため、石灰窯を新設して、工場で石灰石から消石灰を製造して品質向上とコスト削減に努めた。1889年（明治22年）に始まった横浜築港工事で、設計と監督を担当した英国人パルマー（Henry S. Palmer）は、セメントのサンプルを試験して、浅野・愛知・大坂の三社からセメントを購入した。ところが大阪セメントは期限より半年遅れて、契約した数量の納入をようやく完了した。それでパルマーは、以後は浅野のセメントだけを購入するように日本政府に進言した。その後の1892年（明治25年）10月には浅野・愛知・小野田の指名競争入札になったが、品質（セメント試験塊の抗張力）も考慮した結果、入札価格は一番高いが品質が一番優れていた浅野が独占受注することになった。このように横浜築港工事で浅野工場が高品質なセメントを大量に確実に納入するという実績をあげたので、それ以降は、1897年（明治30年）の小樽や、函館・室蘭・留萌・釧路・稚内・船川などの築港工事で浅野セメントが用いられた。小樽築港工事の最中に経済状況の変化でセメント価格が1.5倍に高騰したが、浅野は一割値上げしただけで所定量を納入して、北海道庁に称賛された。最終的に、浅野は小樽築港工事のセメントの八割を納入した。築港工事は堤防などをコンクリートで造るので、大量のセメントを消費するため、浅野の大口納入先になった。

### 石灰石の調達先
浅野総一郎はセメントの原料である石灰石を大量に安定的に供給するために、1890年（明治23年）4月には、栃木県の葛生に直営採掘場を開設し、石灰石を安蘇馬車鉄道で採掘場から越名河岸まで輸送し、後は川船で秋山川・渡良瀬川・利根川・江戸川・小名木川を経て深川の工場に運ぶようになった。だが、安蘇馬車鉄道は必要量の石灰石を輸送するには能力不足だった。そのうえ1890年（明治23年）と1892年（明治25年）には、出水で駅が水没して運休した。それで、浅野総一郎は葛生からの石灰石調達に見切りをつけて、青梅地方の日向和田村から青梅鉄道と甲武鉄道によって石灰石を調達することにして、青梅鉄道の発起人・大株主となった。1895年（明治28年）12月に日向和田村に線路が到達すると、石灰石の主な調達先を青梅地方に変更した。

### 門司工場を新設
セメントは劣化するのが早く、価格に占める輸送費の割合が大きいため、品質でも価格でも長距離輸送に向かないので、1893年（明治26年）に門司工場を新設して西日本の拠点にした。その門司工場は1900年（明治33年）から、大阪築港工事に小野田セメントと同量のセメントを納入してから、呉建築科・佐世保建築科・基隆築港・打狗築港・大蔵省神戸建築部などに納入して西日本でのシェアを獲得した。海軍は品質を重視したので、浅野のセメントしか用いなかった。三井物産が小野田セメントを売り込もうとしたが、セメントの品質試験結果の書類を見せられて、断念するしかなかった。

## 浅野セメント合資会社

### 合資会社に改組
1898年（明治31年）2月に、それまでの資本金を、浅野総一郎335,000円、大川平三郎110,000円、尾高幸五郎55,000円としたうえで、渋沢栄一が20万円、安田善次郎が10万円を新たに出資して、浅野工場を公称資本金80万円の浅野セメント合資会社に改組した。1901年（明治34年）に、払込資本金が80万円になり、1907年（明治40年）に、150％の特別配当によって、払込資本金が200万円になった。1898年（明治31年）から1930年（昭和5年）まで、一度も欠損を記録せず、利益率が5％を下回ったのは四期だけという優良企業だった。1907年（明治40年）から、渋沢栄一の推薦によって徳川家達など徳川家（旧将軍家）が出資し始めた。浅野総一郎が最低8％の配当を保証したこともあり、配当率は8〜30％を記録した。1907年（明治40年）頃の深川工場の主な納入先は、小樽・室蘭・釧路・船川の築港工事や横須賀海軍臨時建築部・築城部横須賀支部の公共工事のほか、東京瓦斯・大日本麦酒・大日本製糖・王子製紙・東京紡績深川工場・三菱合資・大日本人造肥料などの民間企業だった。

### ロータリーキルン導入
このように経営が良好だったのは、第一に、前述の横浜築港工事で最高のセメントと評価されたからであり、第二に、セメントの原料である石灰石の大量供給を確保したからであり、第三に、日本で最初にロータリーキルン（回転窯）を導入して量産化に成功したからである。1903年（明治36年）11月に浅野セメント深川工場がロータリーキルン（回転窯）を日本で最初に導入した。これはセメントの原料の調合・粉砕・焼成・冷却の工程を自動化して連続的に生産する装置で、労力と時間を著しく削減して、大量生産とコストダウンを可能にした。深川工場は、1906年（明治39年）〜1912年（明治45年）にロータリーキルンを増設し、合計四基にして生産高を五倍以上にした。1908年（明治41年）〜1911年（明治44年）に門司工場も五基導入して生産高を三倍以上にした。これまで、青梅鉄道は甲武鉄道より線路の幅が狭いので、立川駅で石灰石を積替えていたが、大量生産のために運搬効率を改善しようと、浅野セメントが増資に応じて改軌工事を行い、1908年（明治41年）2月に石灰石採掘場の日向和田から飯田町まで貨車の直通を実現した。

## 浅野セメント株式会社に改組

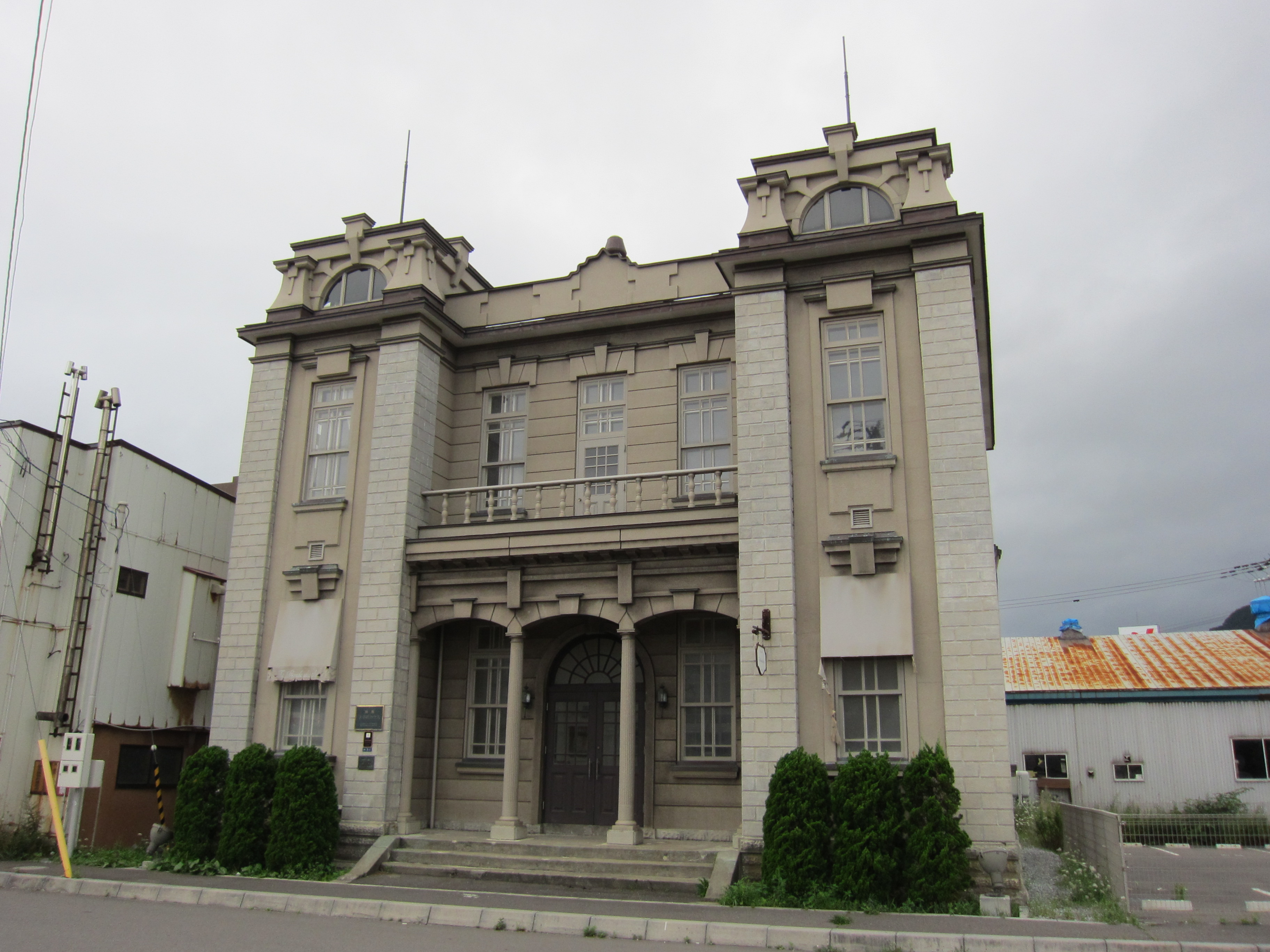
函館大手町ハウス、浅野セメントの函館営業所だった建物

資本金10万円で新設された浅野セメント株式会社が、旧来の合資会社を合併するという方法で、浅野セメントは1913年（大正2年）2月に、合資会社から株式会社に変わった。その際に合資会社の資本金を490万円に評価したので、合計で払込資本金五百万円の会社になった。この評価は、払込額100円に対して178円の株式を交付したことになり、178％の配当と同じであるが、この年の合資会社の配当率は平均21％なので、この年度だけで199％の高配当を実施したことになる。資本金十万円の浅野セメント株式会社の株主は、浅野家41.9％、大川家13.7％、尾高家6.85％、渋沢家12.5％、安田家12.5％、徳川家12.5％で、合併後の資本金五百万円の株式会社でも、この比率だったと考えられている。その後九年間の平均配当率は18％強だった。増資・払込を繰り返し1920年（大正9年）下期には払込資本金が千五百万円になった。その間に1915年（大正4年）北海道セメントを吸収合併して北海道工場にすると、1917年（大正6年）5月までの間に設備改良工事をして増産した。函館出張所を設置して販売を強化し、さらに1917年（大正6年）9月から1922年（大正11年）3月までかけて第二工場を建設すると、生産高が百万樽の大台を超え、1926年（大正15年）には合併時の13倍以上の生産量に達した。日清戦争によって日本の領土になった台湾では、築港工事・鉄道工事・水道工事・護岸工事が盛んになり大規模なセメント需要があったので、1913年（大正2年）7月に台湾の高雄に工場建設を計画し、1917年（大正6年）7月に竣工させた。。さらに川崎にも工場を建設した。株価の高騰や高配当によって浅野総一郎の資産はかなり増えたと考えられており、浅野財閥の成立に浅野セメントが果たした役割は大きかった。

## 降灰問題と川崎工場
深川工場がロータリーキルン（回転窯）を導入してセメントを大量生産すると、工場の周辺地域に灰が降るようになった。その結果、1911年（明治44年）に江東区の団体と協議して、1916年（大正5年）の末までに工場を移転することになった。まず、川崎の大師河原町池上新田地先の海面埋立地への移転を申請したが、海苔や農業に悪影響があると反対された。それで、鶴見埋立組合（東亜建設工業）埋立計画地（浅野埋立）を移転先に予定して、浅野セメントの関係者が埋立組合の発起人になった。ところが、埋立工事の完成が移転の期限に間に合いそうにないので、川崎の田島村大島新田湿地に盛土して移転することになった。それでも工場の完成が間に合わなかったので、1916年（大正5年）11月に移転延期で住民と合意した。1916年（大正5年）7月に米国ロサンジェルスの Western Precipitation Company からコットレル式電気集塵機の特許と設備を購入すると、二人の技師が来日して排出ガスの量と速度を測定してから装置を設計し、1917年（大正6年）3〜5月に米国から装置を輸入して設置して、1917年（大正6年）12月23日に本格的に稼働したところ、降灰が改善されたので、1917年（大正6年）12月25日に移転撤回で住民側代表と合意した。結果的に、川崎工場が1917年（大正6年）7月に操業を開始すると、工場が増えたせいで生産量が増えて利益も増えた。また、コットレル式電気集塵機が集めた煙塵を再焼してカリ塩類を生産してカリ肥料として販売した。これが日本のセメント工場が集塵装置を導入して成功した最初の事例だった。その後で門司工場と川崎工場にも設置した。

## 第一次世界大戦
第一次世界大戦で好景気になって、セメントの価格が高騰したが、浅野セメントは長期の大型工事への納入が多く、高騰以前の良心的な価格で納入したので、他社より利益率が低かった。ところで、深川・川崎の両方の工場を稼働させるには、以前より大量の石灰石の供給を確保しなければならなかった。だが青梅鉄道の石灰石採掘場での採掘量があまり増えないので、1917年（大正6年）5月に浅野セメントは武甲山採掘場を持つ秩父鉄道から石灰石を購入する契約を結び、1918年（大正7年）12月には採掘権を取得して直営採掘場にした。他方で青梅鉄道は1917年（大正6年）10月に資本金を倍額増資して、日向和田〜二俣尾の延長線を建設して二俣尾駅近くの雷電山に新採掘場を開設することを決めた。その際に浅野セメントは持株比率を10％に上げた。同年に西多摩郡小曽木村の黒沢山に六ケ所の採掘区域を開設して、採掘場と青梅鉄道を結ぶ専用鉄道を建設して機関車一両と貨車41両を購入して運転を青梅鉄道に委託したのだが、黒沢山採掘場の石灰石は早くも1919年（大正8年）9月に枯渇してしまった。この頃に浅野セメントはセメント需要が「劇増」すると予想して、1918年（大正7年）10月に川崎工場に第二工場を建設し始めた。1919年（大正8年）の戦後ブーム（好景気）では、水力発電所工事などからの注文が集中して、セメント市価は半年で一樽８円台から15円台に急騰した。それでセメント増産のために石灰石の供給量を増やそうとして、1920年（大正9年）4月に浅野セメントは雷電山の採掘権を青梅鉄道から譲り受けて自社で石灰石を採掘し始めた。青梅鉄道は採掘場から二俣尾駅まで新たに側線を敷設して石灰石を運搬した。浅野セメントは発送量に応じた山代金と側線利用料を青梅鉄道に支払うようになった。同年7月には日向和田の採掘権も譲り受けて宮ノ平採掘場と命名した。雷電山では採掘場所から鉱車でインクラインを通って二俣尾引込線まで運搬する設備を造った。また、宮ノ平では高出力の削岩機用空気圧縮機やジャイレトリクラッシャといった新しい機械やチャーンドリルによる鑿井爆破といった新技術を導入した。その結果1922年（大正11年）には1919年（大正7年）の三倍以上の石灰石を採掘した。

## 五日市鉄道と南武鉄道の建設
浅野セメントは、西多摩郡大久野村の勝峰山（五日市町の近傍）に新たな石灰石採掘場を予定したが、そこから石灰石を川崎工場に輸送するために鉄道を敷設する必要が生じた。それで、輸送ルートの路線免許を所有する五日市鉄道を支配しようと、1922年（大正11年）12月に浅野泰治郎が取締役に就任して、1924年（大正13年）5月までに5145株（発行株式二万株）を取得し、同年6月には金子喜代太（浅野セメント取締役）も取締役に就任した。 さらに、五日市鉄道と接続して川崎工場まで石灰石を輸送するルートの路線免許を所有する南武鉄道の取締役に、浅野泰治郎と金子喜代太が1923年（大正12年）7月に就任した。浅野・金子・鈴木紋次郎・宮地茂秋の四人の浅野財閥関係者の持株は同年9月には二万株中8000株（四割）に達した。

## 恐慌の時代

### 反動恐慌でも経営良好
第一次世界大戦が終わると、1920年（大正9年）に反動恐慌、1923年（大正12年）に震災恐慌、1927年（昭和2年）に金融恐慌、1930年（昭和5年）に昭和恐慌が起きて、日本経済は不況が続き、浅野財閥も影響を受けたが、その中核企業のなかで一番経営状態がよかったのが浅野セメントだった。浅野セメントは好景気のときに多大な受注を受けていたので、1920年（大正9年）の反動恐慌では悪影響を受けなかった。それのみならず、日本で最初にロータリーキルンの廃熱利用発電設備を、1921年（大正10年）8月から1923年（大正12年）12月にかけて全ての工場に設置して製造原価を低減したり、増産のために門司と北海道の工場に新たに設備投資をした。そのため、1500万円だった資本金を、1921年（大正10年）上期には公称3300万円（払込1950万円）にした。その後も水力発電事業や国道改修工事のおかげで、高成績を維持した。1922年から1923年に（大正11年から12年）には不況に対応して浅野スレートと日本カーリットを吸収合併して、浅野セメントのスレート部とカーリット部にした。また1920年（大正9年）3月から給費制度を導入した。浅野セメントの社工員の子弟が学資不足で中等教育や高等教育を受けられない場合に、父兄の願い出により選考した上で学費を支給し、卒業後は殆どの子弟を浅野セメントに採用して福利厚生と人材の確保に努めた。

### 関東大震災後の経営拡大
1923年（大正12年）上期には35％の高配当を記録したが、同年9月1日の関東大震災以降は徐々に経営が悪化していった。震災後に、耐震耐火建築の需要を予想して、鉄筋コンクリート部を新設して建築業に進出した。震災で川崎工場は大きな被害を受け、深川工場は全焼したが、大規模なセメント復興需要を予想して、突貫作業で復旧工事を行い、川崎工場は翌月から1924年（大正13年）4月にかけて段階的に生産を再開し、深川工場は7月に再建された。この時に、川崎の第二工場は被害が大きかったので、生産量倍増をねらって新たな生灰焼成法に改造したのだが、これは生産量増大には向いているものの一樽30銭も生産コストを引き上げてしまう方法だったので、後にマイナス要素になった。また、1923年（大正12年）に、経営難の大阪木津川セメントを合併して大阪工場にした。関東大震災が起きると、復興工事による大規模なセメント需要が発生すると予想して、第二浅野セメントを設立して即座に吸収合併するという方法で二千万円増資して増産の資金にした。他方で、西多摩郡の勝峰山採掘場から川崎工場まで、浅野セメントの鉄道だけで、大量の石灰石を輸送するために、1923年（大正12年）12月に南武鉄道を立川に延長する免許の下付を督促し、五日市鉄道の拝島〜立川の免許を申請し、1924年（大正13年）2月に両方の免許を得た。1925年（大正14年）4月21日に五日市鉄道の拝島〜五日市（後の武蔵五日市駅）が開業し、同年9月20日に勝峰山麓の武蔵岩井への支線が完成した。勝峰山採掘場は1927年（昭和2年）3月に川崎工場への石灰石供給を開始した。西多摩郡成木村にも、1927年（昭和2年）10月に白岩採掘場を1929年（昭和4年）5月に梅ヶ平採掘場を開いて索道で二俣尾駅の雷電山側線と結び、川崎工場に出荷した。1926年（大正15年）10月には埼玉県比企郡大川村に小川採掘場を新設して深川工場への石灰石供給源を増やした。そのうえ1927年（昭和2年）に西多摩郡日原の石灰石鉱床を買収して、そこから石灰石を搬出するために、青梅鉄道の終点の奥地の、御嶽〜氷川に奥多摩電気鉄道を計画し、翌年11月に免許を受けた。奥多摩電気鉄道の発起人九人の内の八人が浅野セメントの役員（浅野総一郎・浅野泰治郎・浅野良三・金子喜代太・大川平三郎・白石元治郎・渋沢武之助・安田善五郎）で、300万円の資本金のうち250万円を浅野セメントが負担することになっていた。

### 秩父セメントとの価格競争
震災直後に大規模な復興需要を予想して、日本中のメーカーがセメントを増産して東京に大量に送り込んだだけでなく、神戸や横浜の商人が大量のセメントを輸入して送り込んだ。だが、期待したような復興需要が起きなかったうえに、水力発電・鉄道・港湾・土木の工事や大建築工事が終了したり中止されたり縮小されたりして、セメントが供給過剰になってしまい、東京のセメント相場が一樽9円から5円70銭に落ちた。それで1924年（大正13年）10月にセメント連合会というカルテル組織を結成して、生産・出荷量を調整したのだが、新興の秩父セメントはセメント連合会に加入せず、生産・出荷を制限せずに、東京でのシェアをどんどん拡大した。秩父セメントは後発の利益によって、先行メーカーが開発した廃熱利用装置や改良型ロータリーキルンや紙袋（セメント樽の代わり）というコスト削減策を最初から取り入れたうえに、石灰石採掘場のすぐ近くにセメント工場を建設して石灰石の輸送コストを大きく削減したので、他社より安い価格でセメントを販売できた。ようやく1926年4月にセメント連合会に加入したが、一年間は生産量・出荷量・最低価格・工場拡張計画を制限されないという特例を得たので、さらにシェアを拡大した。それに対抗するために、浅野セメントは石灰石調達コストを引き下げようと、1924年（大正13年）11月から何度も山代金の引き下げを青梅鉄道に要求した。青梅鉄道はそれに応じて何度も値引きしたので、宮ノ平の山代金は1929年（昭和４年）11月には、当初の1トンあたり50銭から５銭になった。雷電山の山代金も1925年（大正14年）７月に50〜65％値下げされた。また石灰石の運賃も減額要求に応じた結果、1928年（昭和３年）10月に宮ノ平〜立川が一トン70銭で、二俣尾〜立川が75銭だったのが、前者は1930年（昭和５年）12月に47銭５厘に、後者は同年1月に70銭になった。同時に二俣尾駅の側線使用料は無料になった。この時期に青梅鉄道（1929年5月に青梅電気鉄道に改称）の収益はどんどん悪化していき、1930年（昭和5年）下期には、五日市鉄道の拝島〜立川区間が開通して勝峰山石灰石の運賃収入がなくなったので、創立以来初の無配になった。浅野セメントは秩父鉄道にも値下げを要求したが拒否された。それとは対照的に、秩父鉄道は秩父セメントの運賃を値下げした。経済状況がかなり悪化したころになって、ようやく1930年（昭和5年）4月11日に勝峰山の石灰石が五日市鉄道と南武鉄道を経て川崎工場に輸送され始めた。だが、南武鉄道は建設工事が長引いたせいで工事の借入金の利払いが大きくなりすぎて同年上期に無配に転落した。さらにこの後も川崎工場の生産量が激減して石灰石運賃が減少したので無配が続いた。 浅野セメントは輸出に努めたり、ベロセメント・高炉セメントなど高級セメントの研究開発を行って、なんとか業績を維持していた。それでも、この頃はセメント市価が一樽あたり三円台に低下していたので、前述の山代金と運賃の値下げでは不十分だった。そこで1927年（昭和2年）1月に、浅野セメントは勝峰採掘場の隣にセメント工場の建設を決定し、公称資本金を二倍の1億631万円にして、その資金で1929年（昭和4年）4月に西多摩工場を竣工させた。採掘場から工場内にインクラインとベルトコンベアで石灰石を運搬する最新式の設備と、日本で最初に、ロータリーキルンによる本格的湿式焼成法を採用したうえ、五日市鉄道と引込線で繋がっていた西多摩工場は、1933年（昭和8年）に関東地方で最大の生産量になった。他方で、深川工場（東京工場に改称）と、生灰焼成法に改造した川崎工場は生産コストが高いので操業短縮の重点対象になり生産量を減らした。1929年（昭和4年）に浅野セメントは秩父の武甲山麓にも同様な工場を建設しようとしたが、秩父セメントの猛反発のせいで、15年間延期した。1930年（昭和5年）の昭和恐慌の悪影響はとても大きくて、同年下期にはとうとう浅野セメントが無配に転落した。このどん底の時期に創業者浅野総一郎が没して、浅野泰治郎が浅野セメント社長と浅野財閥総帥に就任した。

### 浅野スレート・鉄筋コンクリート・日本カーリット（浅野カーリット）
浅野セメントは、子会社として1915年（大正4年）2月に浅野スレート株式会社を設立した。第一次世界大戦の好景気で、1917年（大正6年）10月に増資して工場を拡張して増産した。さらに、東京工場に加えて門司にも工場を建設した。1920年（大正9年）上期までにはスレートの売上高は60倍に、単価は3倍になった。1920年（大正9年）5月にも増資したが、同年3月に始まった反動恐慌のせいで、売行きが減少し売価も低落したので、1923年（大正12年）6月26日に浅野セメントが浅野スレートを合併した。1924年（大正13年）7月に、それまでスレート製品の一手販売を任せていた瀧山商店を、浅野スレート販売に改変した。1928年（昭和3年）から翌年にかけて、朝鮮の京城に石綿スレート工場を建設した。1929年（昭和4年）から翌年にかけて、名古屋市南区笠寺町にも石綿スレート工場を建設したが、昭和恐慌のせいで1931年（昭和6年）9月21日に閉鎖した。ところが、景気が回復したので1932年（昭和7年）12月に運転を再開した。1937年（昭和12年）から翌年にかけて台湾の高雄にも石綿スレート工場を建設した。1939年（昭和14年）には北海道札幌市にも工場を建設した。その結果、東京・門司・京城・名古屋・高雄・札幌の六都市にスレート工場を有することになった。 浅野セメントは、1922年（大正11年）10月に浅野同族（財閥本社）から鉄筋コンクリート部を継承して、コンクリート建築請負事業に進出した。鉄筋コンクリート部は、1923年（大正12年）9月の関東大震災の後に、小学校などの工事を行った。その後1927年（昭和2年）1月から1929年（昭和4年）6月にかけて、浅野セメント西多摩工場を建設した。1929年（昭和4年）2月には、資本金百万円の鉄筋コンクリート株式会社として独立した。 同じ浅野財閥の日本カーリット株式会社が、第一次世界大戦後の反動不況と電気料金高騰で経営難になった。セメントの原料になる石灰石の採取に爆薬を使用していたので、1923年（大正12年）に、浅野セメントが合併してカーリット部にした。電気代が高いので過塩素酸アンモニウム（カーリット爆薬の原料）を製造する南千住工場を閉鎖して、スウェーデンの Superfosfat Carlit Co. からの輸入に切り替えた。ところが1931年（昭和6年）12月の金輸出再禁止で円安になって輸入が不利になったので、再び日本で生産することにした。それで1934年（昭和9年）3月に浅野カーリット株式会社（資本金150万円）を設立して、群馬県渋川町在古巻村に過塩素酸アンモニウムの工場を建設した。原料製造に必要な多量の電力は、同じ浅野財閥で群馬県にあった関東水力電気の余剰電力を用いた。1936年〜1937年（昭和11年〜12年）に浅野セメントは浅野カーリットの株式を関東水力電気に譲渡して、関東水力電気の子会社にした。

### 早強セメント・高炉セメント・低熱セメント
浅野セメントは、デンマークF.L.Smidth社の早強ポルトランドセメント「ベロセメント」のパテントを得てから、改良して「アサノベロセメント」という商品名で販売した。西多摩工場ではその「アサノベロセメント」を製造した。これは短期間で高い強度になるセメントで、冬季の工事に適していた。それとは別に1929年（昭和4年）3月から川崎工場で、浅野造船所製鉄部の溶鉱炉の鉱滓にポルトランド系クリンカーを混合して粉砕した高炉セメントを「鶴見高炉セメント」という商品名で製造販売した。これは海水工事・池沼工事・下水工事に適したセメントである。ところが、1930年（昭和5年）10月から昭和恐慌の影響で鉱滓不足になり製造を中止した。その後、軍需景気のおかげで1933年（昭和8年）2月に製造を再開した。1936年（昭和11年）12月に「浅野高炉セメント」という商品名に変えた頃から、製造販売が飛躍的に増加した。さらに1934年（昭和9年）7月に、日本最初の低熱ポルトランドセメントを「アサノ・マスコンセメント」という商品名で製造販売した。これはコンクリートに亀裂ができにくいセメントである。最初は西多摩工場だけで製造したが、その後、北海道工場や大阪工場や香春工場でも製造した。

## 軍需景気で増産

### 設備を拡張して増産

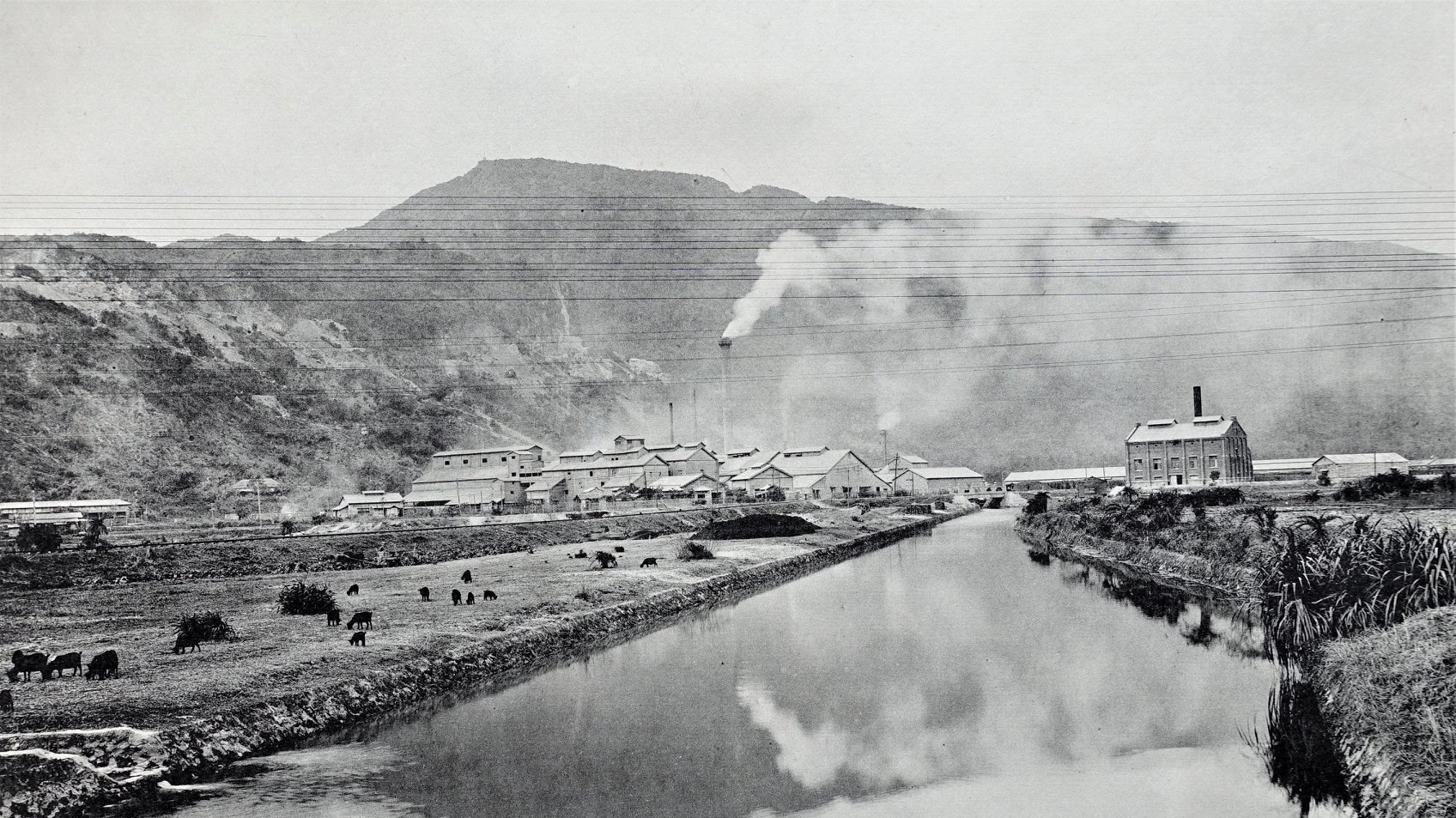
浅野セメント台湾工場（高雄）

1931年（昭和6年）9月の満州事変勃発と、同年12月の金輸出再禁止と、セメント業界の自治的販売統制と、土木事業の増加の影響でセメント業界の景気が好転した。1931年（昭和6年）下期には無配だったが、1932年（昭和7年）上期には5分の配当になり、下期には6分、1933年（昭和8年）上期から1934年（昭和9年）上期は7分になった。ところが、既存の各社が増産したうえに新会社が乱立したせいで、同年下期頃からセメント市価が崩落したので、1935年（昭和9年）下期から1936年（昭和11年）上期の配当は6分に落ちた。それで自治的販売統制を復活させて、なんとか市況好転の気配が感じられるようになった。それでも配当を4分に抑えて資金を社内に保留した。その後は戦時統制経済強化のせいで、あまり利益が増えなかった。 1928年（昭和3年）9月に決定した計画に従って、1930年（昭和5年）11月に台湾工場を拡張して第二工場を竣工して、生産量をほぼ倍増した。ところが、連合会の生産調整強化によって、1932年（昭和7年）1月から第一工場を操業停止にした。その後、日中戦争の後の需要に応じるために、1938年（昭和13年）9月から第一工場も可動させた。1932年（昭和7年）9月に北海道第三工場の建設を決定して、1933年（昭和8年）10月に竣工すると、寒冷地に適したベロセメントを生産して、東北・北海道・北陸・樺太に販売した。1932年（昭和7年）と1934年（昭和9）に大阪工場の拡張工事を行い生産能力を三倍以上にして、ベロセメントも製造した。この頃には各社のセメント増産競争が激しくなったので、浅野セメントもさらに生産能力を拡大しようとした。そこで、1933年（昭和8年）に九州の福岡県香春町に新工場建設を決定して、土地を買収して建設し、1935年（昭和10年）12月末に稼働させた。この工場でもベロセメントを製造して、日本じゅうにベロセメントを供給できるようにした。1934年（昭和9年）に土佐セメントを傍系会社にした。1935年（昭和10年）に会津石膏株式会社と島根県の石膏山を買収してセメントの原料になる石膏を確保した。同年9月に尼崎の東亜セメントの経営を支配し、1936年（昭和11年）7月に日東セメントの経営を支配した。1939年（昭和14年）10月には日本セメントを合併して、八代工場と佐伯工場を手に入れて浅野セメントの資本金が1億1631万円（払込およそ七千万円）の大台に達した。他方で、有価証券と投資勘定の利廻良化を目的にして、1937年（昭和12年）5月に資本金二百万円で浅野証券保有株式会社を設立した。

### 外国での事業
1933年（昭和8年）11月に満州に大同洋灰股份有限公司を設立し、1935年（昭和10年）6月に満州洋灰股份有限公司の経営に参画し、同年10月には、大倉財閥が設立した本渓湖洋灰股份有限公司に、渋沢財閥・古河財閥とともに経営参画した。1936年（昭和11年）6月に朝鮮浅野セメント設立を決定して翌年に完成させた。1937年（昭和12年）に重要産業統制法の域外で生産制限のなかった台湾に資本金五百万円（払込125万円）で台湾セメント株式会社を創立して、浅野セメント台湾工場を委任経営させた。1938年（昭和13年）に西山洋灰廠の経営を、翌年には西村洋灰廠の経営を軍から委託された。

## 戦時経済の苦境

### 石炭不足のせいで高炉セメントを生産
1938年（昭和13年）以後に石炭の質と量が低下したのでセメントの品質が低下した。そのうえ、セメント袋も不足し、工場の補修用資材も不足した。翌年11月には石炭不足のせいで、とうとう東京工場（深川工場）を閉鎖した。1939年（昭和14年）になると、セメント製造に必要な石炭の販売が制限されたのに、セメントの需要が増えた。それで石炭を増やさなくても生産量を増やせる高炉セメントに注目した。1941年（昭和16年）2月に、浅野セメント・日本鋼管・鶴見製鉄造船の三社が共同出資して、浅野セメント川崎工場を日本高炉セメントという資本金五百万円の会社にした。また、他の工場でも高炉セメントの生産を増やした。

### 遊休設備を移設
日中戦争の長期化によってセメント製造資材が不足して遊休化した製造機械を他へ移設した。1940年（昭和15年）に、門司工場の回転窯二機を大同洋灰錦州工場へ、佐伯工場の回転窯二機を朝鮮浅野セメントへ、東京工場（深川工場）の全ての設備を華北洋灰琉璃河工場へ移設した。セメント統制会が設立されると、浅野泰治郎が会長に就任して、1942年（昭和17年）元旦から業務を開始した。セメント統制会は合併を促進し、遊休設備の利用を促した。あらかじめ浅野セメントは自発的にその方針をとり、1941年（昭和16年）に日東セメントを、翌年に東亜セメントを合併して糸崎工場と尼崎工場にしたが、その尼崎工場は配炭停止で1943年（昭和18年）6月から操業を停止した。戦況の悪化で本州から北海道へのセメント輸送が困難になったので、北方の備えに必要なセメントを供給するために、軍と軍需省の要求に従い北海道士別町に国営セメント工場を建設して、1944年（昭和19年）7月から浅野セメントが国からの委任経営で操業したが、翌年3月に失火で大半が焼失して、終戦まで復旧できなかった。1943年（昭和18年）7月には商工省の指令で、日本からパレンバンにセメント工場を移設しようとしたが、設備を運んだ二隻の船の一隻が空襲で沈没したので未完成のまま終戦になった。同年同月に海軍からの指令で、日本国内のセメント工場を解体して船で海南島に運んだが、一部の設備は空襲で船とともに沈んだ。残った資材でセメント工場を建設し1944年（昭和19年）12月20日から生産を開始した。

### 傘下鉄道の戦時国有化
浅野セメントは複数の鉄道会社を傘下に有していたのだが、他の鉄道と連絡している路線であるということと、鉄鋼生産に必要な石灰石を輸送しているということと、多数の軍事施設や工場を沿線に抱えているという理由で、1944年（昭和19年）4月1日に、南武鉄道・青梅電気鉄道・奥多摩電気鉄道が戦時国有化されて国鉄になった。なお五日市鉄道は既に1940年（昭和15年）9月に南武鉄道に合併されていた。

### 大阪石綿工業を合併
陸軍の要望に従って1945年（昭和20年）5月1日に、セメント不足で石綿製造が困難になった傍系の大阪石綿工業を合併した。この頃にはセメント原料・石炭が不足したうえ、工場資材の不足で生産設備も悪化したので、終戦直前に可動していた九工場の一ヶ月の生産高は、平時の二つか三つの工場の生産高と同じぐらいでしかなかった。

## 戦後の変化

### 敗戦と財閥解体
敗戦によって大連・朝鮮・台湾・満州・中国・スマトラの事業を失った。国内では、海上ビル新館の浅野セメント本社事務所がGHQに接収されて追い出された。GHQは1945年（昭和20年）12月18日付の制限会社一覧表で浅野本社（財閥の持株会社）・浅野セメント・浅野重工業（浅野小倉製鋼）・浅野物産・関東電気工業・日本鋼管・東亜港湾の浅野財閥の七社を指定。財閥解体を予期して、浅野八郎専務・浅野良三取締役・安田一取締役・安田善五郎取締役・齋藤作蔵監査役は自主的に辞任したのだが、それでは不十分だったので、1946年（昭和21年）4月に浅野泰治郎（二代目浅野総一郎）社長とその長男浅野一治取締役も辞任した。1946年（昭和21年）12月に、浅野財閥は財閥解体の第二次指定を受けて、財閥所有株式が公開され、財閥役員が追放されたので、浅野セメントと浅野家の絆は63年で絶たれた。1947年（昭和22年）2月22日には浅野泰治郎（二代目浅野総一郎）・浅野良三・浅野八郎・浅野義夫が財閥家族に指定された。1947年（昭和22年）1月に公職追放令によって、戦時中に財閥関係会社の常務取締役以上の役員だった者が解任された。浅野セメントでは畑惣之助・上田鍵司・乙竹茂太郎・齋藤作蔵・徳根吉郎が指定されたが、徳根は重要な技術者なので解除された。他の四人も1950年（昭和25年）10月に指定を特免された。1948年（昭和23年）1月7日にアポインテイ個人指定で、井上英熙・小杉義治・藤井光蔵・徳川誠の四人が指名されたが、申請により4月14日に解除された。1947年（昭和22年）5月に、浅野セメントは、日本じゅうに工場を持つという理由から、日本セメントに改称した。終戦の年に浅野セメントは業界の首位にあり日本のセメント生産高の三分の一を占めていた。それで1948年（昭和23年）2月8日には過度経済力集中排除法で、第一次指定企業として、日本セメントが指定された。しかし、米国政府が占領政策を変更したので、翌年6月に指定が取り消された。

### 日本セメントが太平洋セメントになる
1998年（平成10年）10月に日本セメントと秩父小野田（秩父セメントと小野田セメントが1994年に合併した会社）が合併して太平洋セメントになった。これによって、日本セメントになっても使用してきた「アサノセメント」という商品名や、浅野セメント以来のマーク「地紙及開きかけ扇子小口の図」を用いなくなった。2022年（令和4年）6月時点では、太平洋セメントの子会社で、浅野セメント深川工場の跡地に在るアサノコンクリートが「アサノ」の名称と浅野セメントのマークを使用している。

## 浅野セメントのマーク

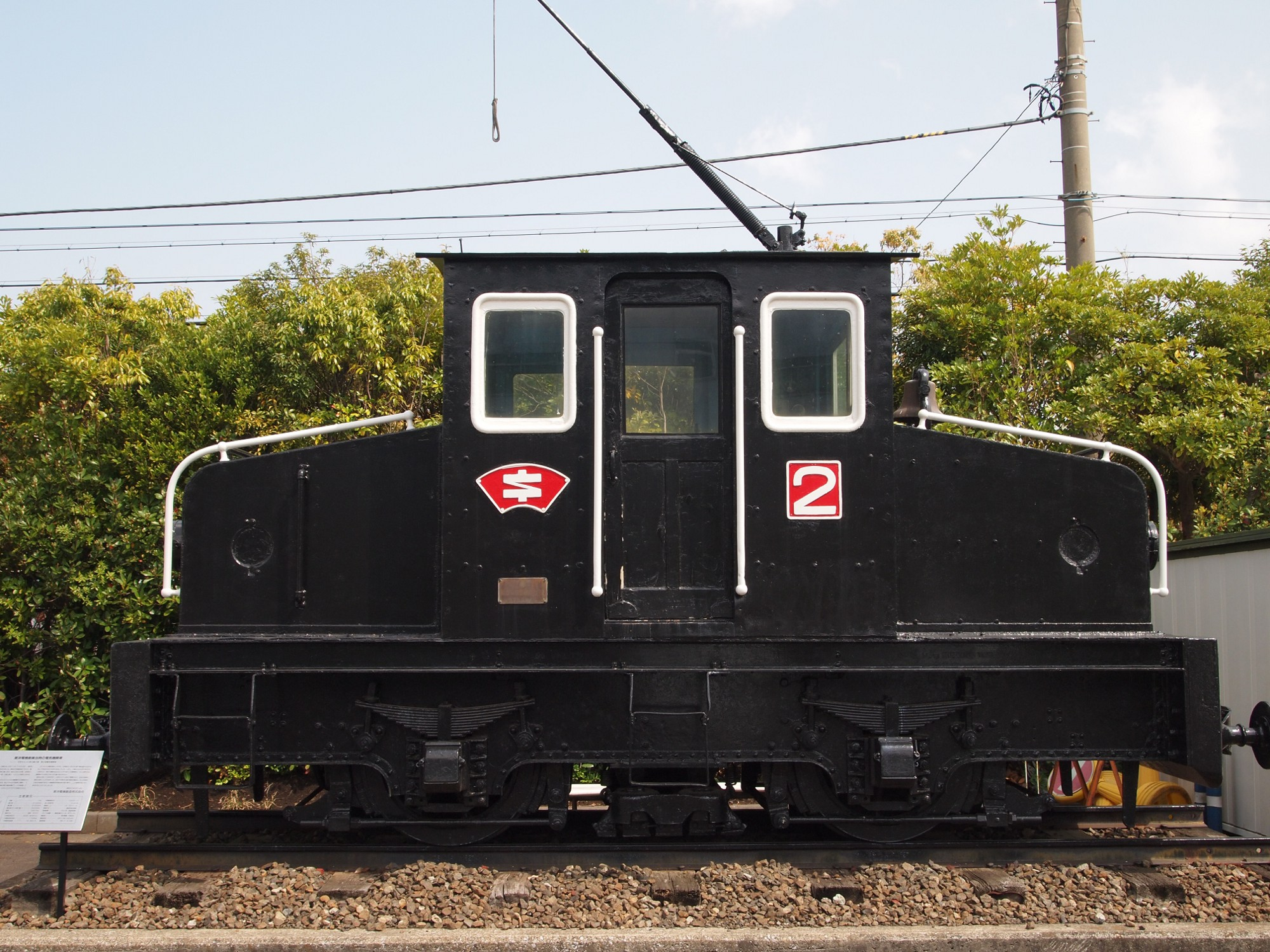
左に浅野セメントのマーク（日本セメントが継承したマーク）

浅野総一郎が横浜で薪炭商をしていた頃に、印鑑を携行し忘れて、受取印の代わりに、開きかけの扇子の先端（小口）で捺印したことがあった。その後に、その印影であるZの鏡文字のような「開きかけ扇子小口」を自分の家紋にした。さらに、その「開きかけ扇子小口」を扇子の紙（地紙）の中央に配置した「地紙及開きかけ扇子小口の図」を浅野セメントのマークにした。